# Памятник барону Мюнхгаузену
Па́мятник баро́ну Мюнхга́узену в Москве́ находится на улице Ярцевской, возле дома 25а, вблизи станции метро «Молодёжная». 

## Описание
Мюнхгаузен — известный литературный персонаж, врун и рассказчик небылиц. Скульптура изображает барона в тот момент, когда он себя вместе с лошадью вытаскивает за волосы из болота. На постаменте выбита цитата из фильма о приключениях «Тот самый Мюнхгаузен». Рядом с памятником установлен щит с шестью известными высказываниями барона из фильма «Тот самый Мюнхаузен». Также есть почтовый ящик, куда каждый желающий может опустить своё послание барону.

## История
Автор памятника — скульптор Андрей Орлов. Памятник был открыт 28 августа 2004 года. На открытии присутствовал актёр Олег Янковский, который сыграл барона в фильме про приключения Мюнхгаузена.